# Flugunfall einer Antonow An-12 der Wimbi Dira Airways
Der Flugunfall einer Antonow An-12 der Wimbi Dira Airways ereignete sich am 4. Oktober 2005, als eine Maschine des Typs Antonow An-12 bei Aru in der Demokratischen Republik Kongo landete. Obwohl alle Insassen die Bruchlandung überlebten, starben zwei Menschen bei der nachfolgenden Evakuierung der Maschine.

## Flugzeug und Insassen
Bei dem auf dem Flug eingesetzten Flugzeug handelte es sich um eine 43 Jahre alte Antonow An-12 aus sowjetischer Produktion, die ihren Erstflug im Jahr 1962 absolviert hatte. Die Maschine trug die Werksnummer 2400901. Das viermotorige Transportflugzeug war mit vier Turboprop-Triebwerken des Typs Iwtschenko AI-20M ausgestattet.
An Bord der Maschine befanden sich rund 100 Soldaten der Streitkräfte der Demokratischen Republik Kongo sowie vier Besatzungsmitglieder.

## Unfallhergang
Der Flug wurde durch die Wimbi Dira Airways durchgeführt. Es handelte sich um einen Charterflug, auf dem rund 100 Soldaten von Kisangani nach Bunia mit einem Zwischenstopp in Aru ausgeflogen werden sollten. Der Flug verlief zunächst ohne besondere Vorkommnisse. Bei der Landung auf einer erdigen Piste in Aru wurde das rechte Hauptfahrwerk nach hinten abgeknickt, das linke durch den Kabinenboden ins Flugzeuginnere gedrückt. 
Die Maschine kam anschließend zum Stehen. Bei der unkoordinierten Evakuierung wurden zwei Passagiere getötet, nachdem sie in den noch laufenden Propeller Nr. 2 der Maschine gelaufen waren. 
Neben den zwei tödlichen Zwischenfällen wurden im Zuge der Ereignisse fünf Personen verletzt.